# Kotra (obwód grodzieński)
Kotra (biał. Котра, ros. Котра) – wieś na Białorusi, w obwodzie grodzieńskim, w rejonie grodzieńskim, w sielsowiecie Obuchowo, nad Kotrą.

## Historia
Dawniej wieś i dobra w województwie trockim Rzeczypospolitej Obojga Narodów. W czasach zaborów w granicach Imperium Rosyjskiego, w guberni grodzieńskiej. W latach 1921–1939 wieś i dwa folwarki leżały w Polsce, w województwie białostockim, w powiecie grodzieńskim, w gminie Skidel.
Według Powszechnego Spisu Ludności z 1921 roku zamieszkiwało:
- wieś i folwark Kotra Mała (leżący na południe od wioski) – 171 osób, 131 było wyznania rzymskokatolickiego, 40 prawosławnego. Jednocześnie 152 mieszkańców zadeklarowało polską przynależność narodową, 19 białoruską. Były tu 32 budynki mieszkalne.
- folwark Kotra (leżący na północny wschód od wsi, w zakolu rzeki) – 15 osób, 5 było wyznania rzymskokatolickiego, 10 prawosławnego. Jednocześnie 6 mieszkańców zadeklarowało polską przynależność narodową, 9 białoruską. Były tu 2 budynki mieszkalne[3].

Miejscowość należała do parafii prawosławnej w Skidlu i rzymskokatolickiej w Kaszubińcach. Podlegała pod Sąd Grodzki w Skidlu i Okręgowy w Grodnie; właściwy urząd pocztowy mieścił się w Skidlu.
W wyniku napaści ZSRR na Polskę we wrześniu 1939 miejscowość znalazła się pod okupacją sowiecką. 2 listopada została włączona do Białoruskiej SRR. 4 grudnia 1939 włączona do nowo utworzonego obwodu białostockiego. Od czerwca 1941 roku pod okupacją niemiecką. 22 lipca 1941 r. włączona w skład okręgu białostockiego III Rzeszy. W 1944 miejscowość została ponownie zajęta przez wojska sowieckie i włączona do obwodu grodzieńskiego Białoruskiej SRR.
Od 1991 wchodzi w skład Białorusi.